# ジェームズ・クランストン (第6代クランストン卿)
第6代クランストン卿ジェームズ・クランストン（英語: James Cranstoun, 6th Lord Cranstoun、1773年7月8日没）は、スコットランド貴族。

## 生涯
第5代クランストン卿ウィリアム・クランストンとジーン・カー（Jean Kerr、1768年3月没、第2代ロジアン侯爵ウィリアム・カーの娘）の長男として生まれ、1727年1月27日に父が死去するとクランストン卿の爵位を継承した。
フリーメイソンの一員として、1745年から1747年までイングランド首位グランドロッジのグランドマスターを務めた。
1749年までにソフィア・ブラウン（Sophia Brown、1779年10月26日没、ジェレミア・ブラウンの娘）と結婚、5男2女をもうけた。
- ウィリアム（1749年 – 1778年） - 第7代クランストン卿。子供なし
- ブラウン（1754年3月31日 – ?） - 生涯未婚
- ジェームズ（英語版）（1755年 – 1796年） - 第8代クランストン卿。子供なし
- チャールズ（1790年11月没） - エリザベス・ターナー（Elizabeth Turner）と結婚、子供あり。第9代クランストン卿ジェームズ・クランストンの父
- エリザベス（1761年9月16日洗礼 – ?）
- ジョージ（1761年12月21日洗礼 – 1806年3月8日） - 陸軍軍人
- シャーロット（1764年3月31日洗礼 – ?）

1773年7月8日にポートマン・スクエアで死去、14日にウェストミンスター寺院に埋葬された。長男ウィリアムが爵位を継承した。